# Робисон, Пола
Пола Робисон (англ. Paula Robison, некоторое время выступала под именем Пола Сильвестр, англ. Paula Sylvester, по фамилии мужа; род. 8 июня 1941, Нашвилл) — американская флейтистка и преподаватель. Племянница драматурга Джерома Лоуренса.
В 1958—1960 гг. училась в Университете Южной Калифорнии, затем продолжила своё образование в Джульярдской школе под руководством Джулиуса Бейкера, занималась также у Марселя Моиза в летней школе Марлборо. В 19 лет по приглашению Леонарда Бернстайна выступила с Нью-Йоркским филармоническим оркестром, годом позже записала в его составе соло флейты в «Карнавале животных» Камиля Сен-Санса. В 1966 г. стала первой американкой, выигравшей Международный конкурс исполнителей в Женеве.
Пола Робисон была первой исполнительницей произведений таких композиторов, как Пьер Булез, Альберто Хинастера, Элиот Картер, Уильям Шуман, Джон Корильяно, Тибериу Олах, Кейт Джаррет, Бетси Жолас; по её заказу сочиняли Тору Такемицу, Оливер Кнуссен, Лоуэлл Либерман (сонаты для флейты и фортепиано и флейты и гитары) и другие. Многолетнее творческое содружество связывает Полу Робисон с композитором и дирижёром Майклом Тилсоном Томасом (Томас, открытый гей, и его менеджер Джошуа Робисон, брат Полы, являются партнёрами на протяжении более чем 30 лет); написанный для Робисон «Ноктюрн» для флейты с оркестром Томаса они вместе впервые исполнили в 2008 году с Сан-Францисским симфоническим оркестром.
Среди основных записей Робисон — альбомы с сонатами Иоганна Себастьяна Баха, Георга Фридриха Генделя, Георга Филиппа Телемана.
С 2005 года профессор Консерватории Новой Англии.